# Hinkemann
Das expressionistische Drama Hinkemann ist eine Tragödie in drei Akten des Schriftstellers Ernst Toller. Hinkemann entstand in den Jahren 1921/22 im Festungsgefängnis Niederschönenfeld, in dem Ernst Toller von 1920 bis 1924 inhaftiert war.
Die Tragödie erschien 1923 unter dem Titel Der deutsche Hinkemann. Die Uraufführung des Heimkehrerstücks erfolgte am 19. September 1923 am Alten Theater Leipzig unter der Regie von Alwin Kronacher. Die Aufführungen in Berlin und Wien im darauf folgenden Jahr fanden unter Polizeischutz statt, da zuvor jene in Dresden im Januar 1924 von Nationalsozialisten gestört worden waren.
Im Residenz-Theater in Berlin verkörperte der Schauspieler Heinrich George die Rolle des Titelhelden Eugen Hinkemann.

## Inhalt
„[...] wir haben erkannt, dass zweierlei Not drückt: die Not, die gegeben ist durch das menschliche Leben und die Not, die gegeben ist durch die Ungerechtigkeit des gesellschaftlichen Systems.“ (Ernst Toller)
Hinkemann handelt von der '[...] Not, die gegeben ist durch das menschliche Leben [...].'
Die Tragödie, die im Deutschland des Jahres 1921 spielt, erzählt die Geschichte vom versehrten Kriegsheimkehrer Eugen Hinkemann. Im Ersten Weltkrieg wurden diesem seine Genitalien weggeschossen.
Hinkemann ist verheiratet. Grete, Hinkemanns Frau, betrügt ihn mit seinem Freund, Paul Großhahn. Von Großhahn erwartet sie ein Kind.
Seinen Lebensunterhalt verdient Hinkemann auf dem Rummelplatz. In einer Schaubude tritt er als Homunkulus auf. Vor den Augen des Publikums beißt Hinkemann Ratten und Mäusen die Kehle durch.
Grete und Paul Großhahn werden zufällig Zeugen des Auftritts, worauf Großhahn Hinkemann verspottet. Grete hingegen hat Mitleid und entscheidet sich dafür, Großhahn zu verlassen.
"Wie habe ich an dem Mann gehandelt! Was konnte er für den Schuß [...]", spricht sie.
Grete will zu Hinkemann zurückkehren, wird jedoch von diesem abgewiesen. In ihrer Verzweiflung stürzt sie sich in den Tod.
Die Tragödie endet mit den Worten Hinkemanns:
„Sie war gesund und hat das Netz zerrissen. Und ich steh noch hier...ich steh hier, kolossal und lächerlich...Immer werden Menschen stehen in ihrer Zeit wie ich. Warum aber trifft es mich, gerade mich?...Wahllos trifft es. Den trifft es und den trifft es. Den trifft es nicht und den trifft es nicht...Was wissen wir?...Woher?...Wohin?...Jeder Tag kann das Paradies bringen, jede Nacht die Sintflut.“

## Darstellung in der bildenden Kunst
Franz Frank: Hinkemann (Graphikmappe mit sechs Lithografien, 1924/1925)